# Inonotus euphoriae
Inonotus euphoriae är en svampart som först beskrevs av Narcisse Theophile Patouillard, och fick sitt nu gällande namn av Ryvarden 2005. Inonotus euphoriae ingår i släktet Inonotus och familjen Hymenochaetaceae.   Inga underarter finns listade i Catalogue of Life.